# Trautzke-Seen und Moore
Das Naturschutzgebiet Trautzke-Seen und Moore liegt im Landkreis Oder-Spree in Brandenburg.
Das Gebiet mit der Kenn-Nummer 1417 wurde mit Verordnung vom 5. März 2002 unter Naturschutz gestellt. Das 68,35 ha große Naturschutzgebiet erstreckt sich südöstlich von Henzendorf, einem Ortsteil der Gemeinde Neuzelle. Nordwestlich des Gebietes verläuft die Landesstraße L 452, südlich erstreckt sich das 267,8 ha große Naturschutzgebiet Große Göhlenze und Fichtengrund und südöstlich das 45 ha große Landschaftsschutzgebiet Göhlensee.